# Toyota Boshoku

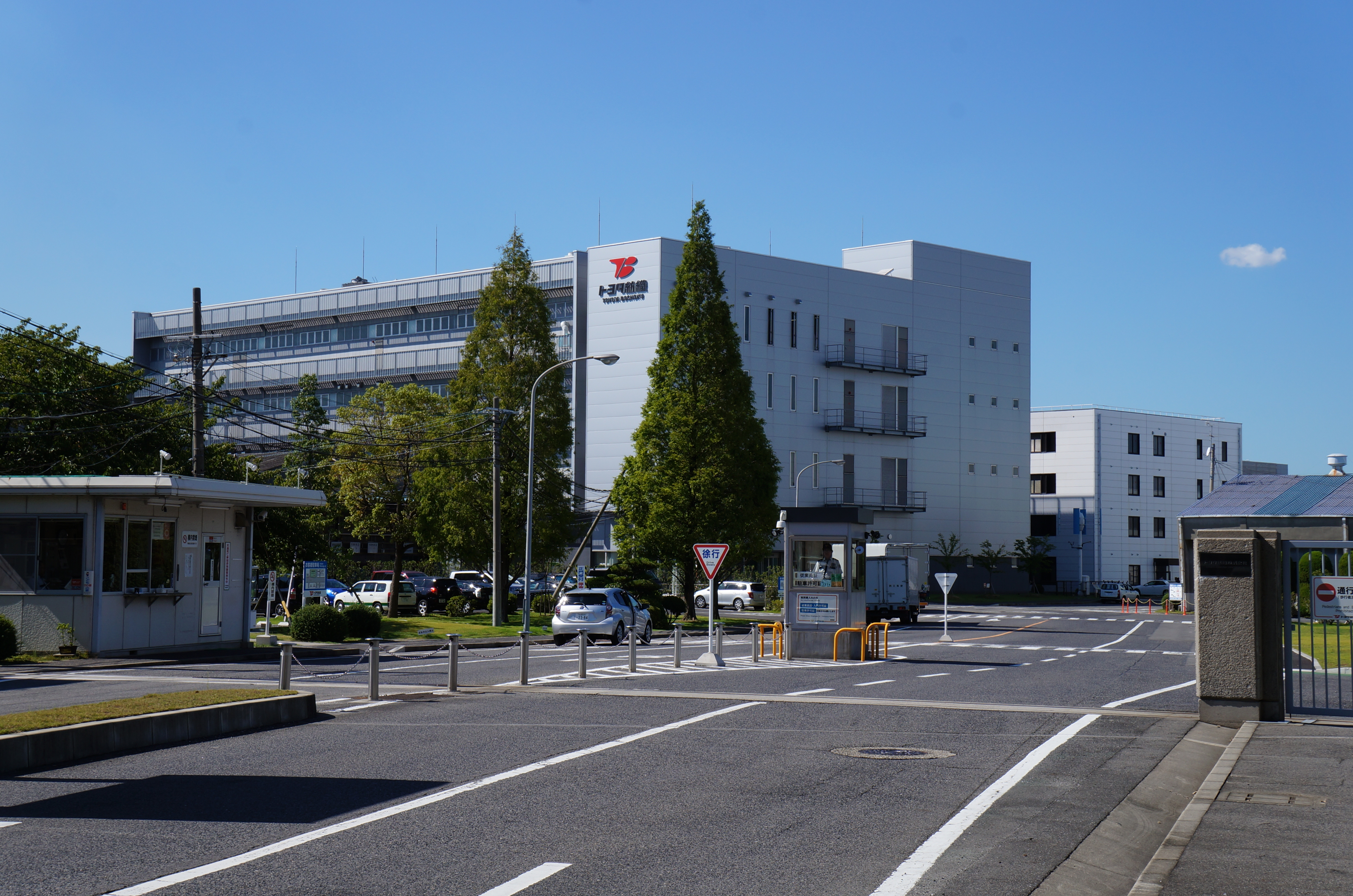
Gebäude am Hauptsitz in Kariya

Die Toyota Boshoku Corporation (jap. トヨタ紡織株式会社) ist ein japanischer Automobilzulieferer und Teil der Toyota-Gruppe.
Zu den Produkten des Unternehmens gehören technische Komponenten wie Luftfilter, Sensoren und Leitungen für die Ansaugluft, jedoch auch Innenverkleidungen, Sitzgurte und Stoßstangen. Toyota Boshoku entwickelt und fertigt auch Sitze für den Automobilbau sowie für Flugzeuge und den Schienenverkehr. Das Unternehmen wurde 1918 durch Toyoda Sakichi gegründet und befasste sich mit der Textilherstellung. Durch Fusionen wurde der Name der Gesellschaft in Chuo Spinning Company umgeändert und 1943 wurde das Unternehmen Tochter der Toyota Motor Corporation.